# Бруно III фон Берг
Бруно III фон Берг (на немски: Bruno III von Berg; * ок. 1140, † ок. 1200) е архиепископ на Кьолн (1191 – 1193) и херцог на Вестфалия.

## Живот
Той е син на граф Адолф II фон Берг (1095 – 1170) от Графство Берг и втората му съпруга Ирмгард фон Шварценбург, племенница на Фридрих I фон Шварценбург, архиепископът на Кьолн (1100 – 1131), дъщеря на граф Енгелберт фон Шварценбург († сл. 1125). Брат е на архиепископ Фридрих II фон Берг, племенник на архиепископ Бруно II фон Берг и чичо на архиепископ Енгелберт I от Кьолн.
През 1168 г. Бруно става домпропст в Кьолн. През 1191 г. става третият кьолнски архиепископ от фамилията на графовете на Берг. Той е вече стар и след две години през 1193 г. напуска и се оттегля като монах в Алтенберг, където е и погребан.